# Zgierz Rudunki
Zgierz Rudunki – przystanek kolejowy w Zgierzu, w województwie łódzkim, między stacją Zgierz i przystankiem Smardzew. Przystanek zbudowano w 2023 roku.

## Ruch pasażerski
| Rok  | Wymiana pasażerska na dobę |
| ---- | -------------------------- |
| 2023 | 0-9                        |